# Gunzwil

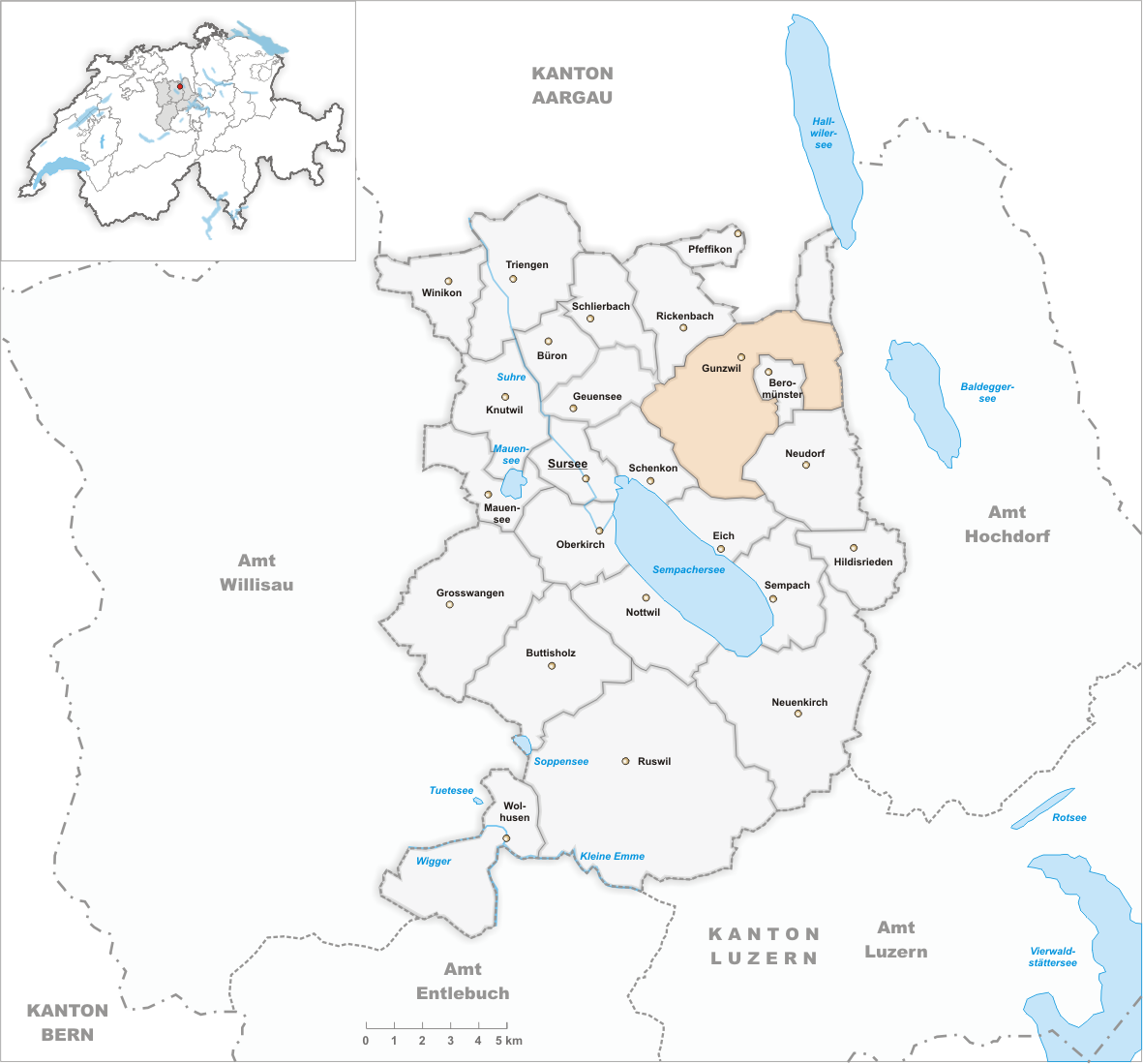
Gemeindestand vor der Fusion am 1. Januar 2009

Gunzwil (Mundart: Gonzbu) war bis zum 31. Dezember 2008 eine politische Gemeinde im Amt Sursee des Kantons Luzern in der Schweiz.
Per 1. Januar 2009 hat Gunzwil mit Beromünster zur neuen Gemeinde Beromünster fusioniert.

## Geographie
Das Dorf liegt am Moosbach einen Kilometer nordwestlich von Beromünster. Die gesamte Gemeinde zählt 41 Weiler, welche teilweise im Wynen-, teils im Surental liegen.
Der nördlichste Weiler ist Maihusen (2 km nordöstlich des Dorfs; 604 m ü. M.), welches direkt an der Grenze zum Kanton Aargau liegt. Gleich westlich des Weilers fliesst die Wyna vorbei. Ebenfalls weit nördlich des Dorfs, 2,7 km im Ostnordosten, liegt am Westhang des Erlosen der Weiler Schürhof (684 m ü. M.).
Weiter südlich davon liegt der Ortsteil Adiswil (2 km östlich des Dorfs, in der Nähe von Beromünster; 657 m ü. M.), welcher früher nach dem Dorf die zweitgrösste Siedlung der Gemeinde war. Östlich von Beromünster liegt der Weiler Witwil (2,6 km östlich von Gunzwil-Dorf; 708 m ü. M.). Südöstlich von Witwil, am Westhang der Erlosen liegend, finden wir mit dem Chüewald das grösste Waldgebiet der Gemeinde. Inmitten des Walds liegt der höchste Punkt der Gemeinde, der Witwilerberg (811 m ü. M.).
Südwestlich von Beromünster trifft man (von Nord nach Süd) auf die Weiler Hübe (1,4 km südlich des Dorfs; 714 m ü. M.), Erlose (1,8 km südlich; 736 m ü. M.) und Wili (2,5 km südlich; 706 m ü. M.). Westlich von Wili liegt der Weiler Waldi (2,7 km südlich vom Dorf; 728 m ü. M.). Zwischen diesen beiden liegt der Blosenberg (805 m ü. M.). Südlich des Blosenbergs liegt der Chegelwald, dessen Westteil zu Gunzwil gehört – während der Ostteil in der ehemaligen Gemeinde Neudorf LU liegt. Mittlerweile zweitgrösste Siedlung ist das Neubauquartier Bäch (4,2 km südlich des Dorfs – aber nur 2,6 km nördlich von Eich; 725 m ü. M.). Südlich von Bäch verläuft der Brandbach, welcher streckenweise die Grenze zur Nachbargemeinde Eich bildet. Die Südwestgrenze bilden die beieinander liegenden Weiler Oberlehn (683 m ü. M.), Unterlehn (670 m ü. M.) und Grüt (3,1 km südwestlich des Dorfs; 681 m ü. M.), welches südlich des Chommlibachs liegt.
Zahlreiche Weiler liegen im Westen des früheren Gemeindegebiets, an der Grenze zu Geuensee. Der grösste ist Saffental (1,2 km südwestlich des Dorfs; 699 m ü. M.).
Zwischen Rickenbach LU und Gunzwil-Dorf liegt der Ortsteil Kagiswil (1,3 km nordwestlich des Dorfs; 703 m ü. M.). Zwischen den letzten beiden liegt der bewaldete Bogete (766 m ü. M.).
Vom früheren Gemeindegebiet von über 23 km² wird 78,5 % landwirtschaftlich genutzt. Nur 15,1 % sind von Wald und Gehölz bedeckt und 6,3 % Siedlungsfläche.

## Nachbargemeinden
Gunzwil grenzte an die Gemeinden Beromünster (Ortsteil Schwarzenbach), Eich, Ermensee, Geuensee, Neudorf, Rickenbach, Römerswil (Ortsteil Herlisberg) und Schenkon im Kanton Luzern. Ausserdem an die aargauische Gemeinde Menziken.

## Bevölkerung

### Bevölkerungsentwicklung
| Bevölkerungsentwicklung | Bevölkerungsentwicklung |
| Jahr                    | Einwohner               |
| ----------------------- | ----------------------- |
| 1798                    | 1181                    |
| 1816                    | 1619                    |
| 1850                    | 1806                    |
| 1860                    | 1807                    |
| 1888                    | 1429                    |
| 1930                    | 1485                    |
| 1941                    | 1659                    |
| 1950                    | 1583                    |
| 1980                    | 1614                    |
| 1990                    | 1758                    |
| 2000                    | 1857                    |
| 2008                    | 1878                    |

Die Bevölkerung wuchs zwischen 1798 und 1850 stark an (1798–1850: + 52,9 %). In der zweiten Hälfte des 19. Jahrhunderts verlor die Gemeinde als Folge von Abwanderungen in die Industriegebiete viele Einwohner (1860–1888: − 20,9 %). In den folgenden Jahrzehnten stieg die Bevölkerung nur leicht an. Vor dem Zweiten Weltkrieg wuchs sie wieder stärker (1930–1941: + 11,7 %); in den 1940er-Jahren fiel sie leicht (− 4,6 %). Bis 1980 stagnierte sie. Seither wächst sie stetig, bis zum Jahr 2000 stark, seither nur noch schwach (1980–2000: + 15,1 %).

### Sprachen
Die Bevölkerung benutzt als Alltagssprache eine hochalemannische Mundart. Bei der letzten Volkszählung im Jahr 2000 gaben 94,94 % Deutsch, 2,15 % Albanisch und 0,48 % Italienisch als Hauptsprache an.

### Religionen – Konfessionen
Früher war die ganze Einwohnerschaft Mitglied der römisch-katholischen Kirche. Heute (Stand 2000) sieht die religiöse Situation wie folgt aus: Es gibt 84,71 % römisch-katholische, 6,95 % evangelisch-reformierte und 0,81 % orthodoxe Christen. Daneben findet man 2,05 % Konfessionslose und 1,78 % Muslime. Die Muslime sind überwiegend albanischer Herkunft.

### Herkunft – Nationalität
Ende 2006 waren von den 1872 Einwohnern 1773 Schweizer und 99 (= 5,3 %) Ausländer. Bei der letzten Volkszählung waren 91,71 % (einschliesslich Doppelbürger 94,02 %) Schweizer Staatsangehörige. Die grössten Einwanderergruppen kommen aus Serbien-Montenegro (meist Albaner aus dem Kosovo), Italien und Deutschland.

## Verkehr
Gunzwil ist durch die Buslinie Sursee-Beromünster ans Netz des Öffentlichen Verkehrs angebunden. In Sursee besteht Anschluss an das Bahnnetz (Linien Luzern-Olten und Luzern-Zofingen-Bern). Ab Beromünster verkehren direkte Busse bis Luzern-Bahnhof.
Der Ort liegt etwas abseits der Hauptverkehrsverbindungen. Der nächstgelegene Autobahnanschluss ist Sursee an der A2 in 9 km Entfernung.

## Geschichte

Luftbild (1964)

Das ehemalige Gemeindegebiet von Gunzwil war bereits sehr früh besiedelt. Dies belegen verschiedene Ausgrabungen. Dabei kamen ein Wagengrab mit Goldschmuck aus der Hallstatt-Zeit, eine römische Ansiedlung und Alemannengräber zum Vorschein. Erste namentliche Erwähnung unter dem Namen Gunczwilare in einem Schutzbrief von Graf Ulrich I. von Lenzburg an den Chorherrenstift Beromünster im Jahr 1036. Gunzwil ist ein Teil des Michelsamts und gehörte somit zum Besitz des Chorherrenstifts Beromünster, das zuerst den Grafen von Kyburg, dann den Habsburgern Untertan war. Am 12. Juli 1415 kaufte Sursee für 650 Gulden das Michelsamt. Doch bereits im gleichen Jahr eroberten Truppen der Stadt Luzern die ganze Region und übernahmen die Regentschaft. Im Jahre 1420 erhielt Sursee von der Stadt Luzern 900 Goldgulden als Entschädigung. Bis 1798 blieb die Gemeinde beim Michelsamt. Verwaltet – im Namen der Stadt Luzern – wurde die Gemeinde weiterhin durch die Chorherren. 1778 brannte fast das ganze Dorf Gunzwil bei einem Grossbrand ab. Von 1798 bis 1803 gehörte der Ort zum helvetischen Distrikt Münster. Seither ist es Teil des damals neu geschaffenen Amts Sursee. Am 1. Januar 2009 fusionierte Gunzwil mit Beromünster.

## Sonstiges
Auf dem ehemaligen Gemeindegebiet befanden sich bis 2011 der Blosenbergturm und der Reservesendeturm Beromünster, die beiden Türme des Landessenders Beromünster. Seit 2011 steht nur noch der Blosenbergturm.

## Persönlichkeiten

### Söhne und Töchter des Ortes
- Andreas Amrhein (1844–1927), Benediktinermönch in Beuron, Klostergründer von Sankt Ottilien